# Anderson (Caroline du Sud)
Pour les articles homonymes, voir Anderson.
La ville d'Anderson est le siège du comté d'Anderson, situé en Caroline du Sud, aux États-Unis.

## Économie
La ville abrite une usine de fabrication de pneumatiques du groupe français Michelin.

## Démographie
| 1860 | 1870  | 1880  | 1890  | 1900  | 1910  |
| ---- | ----- | ----- | ----- | ----- | ----- |
| 625  | 1 432 | 1 850 | 3 018 | 5 498 | 9 654 |

| 1920   | 1930   | 1940   | 1950   | 1960   | 1970   |
| ------ | ------ | ------ | ------ | ------ | ------ |
| 10 570 | 14 383 | 19 424 | 19 770 | 41 316 | 27 556 |

| 1980   | 1990   | 2000   | 2010   | - | - |
| ------ | ------ | ------ | ------ | - | - |
| 27 546 | 26 184 | 25 514 | 26 686 | - | - |

## Jumelages
- Carrickfergus (Royaume-Uni)